# Spilogona torreyae
Spilogona torreyae este o specie de muște din genul Spilogona, familia Muscidae. A fost descrisă pentru prima dată de Oskar Augustus Johannsen în anul 1916. Conform Catalogue of Life specia Spilogona torreyae nu are subspecii cunoscute.